# Langenmosen
Langenmosen – miejscowość i gmina w Niemczech, w kraju związkowym Bawaria, w rejencji Górna Bawaria, w regionie Ingolstadt, w powiecie  Neuburg-Schrobenhausen, wchodzi w skład wspólnoty administracyjnej Schrobenhausen. Leży około 15 km na południe od miasta Neuburg an der Donau.

## Dzielnice
W skład gminy wchodzą cztery dzielnice: 
- Langenmosen (1 187 mieszkańców[1] na 30 stycznia 2007)
- Winkelhausen (154 mieszkańców)
- Malzhausen (145 mieszkańców)
- Grabmühle (5 mieszkańców)

## Demografia
Dane o ludności z 31 grudnia 2008:
| Opis                                | Ogółem | Ogółem | Kobiety | Kobiety | Mężczyźni | Mężczyźni |
| ----------------------------------- | ------ | ------ | ------- | ------- | --------- | --------- |
| Jednostka                           | osób   | %      | osób    | %       | osób      | %         |
| Populacja                           | 1483   | 100    | 730     | 49,22   | 753       | 50,78     |
| Wiek przedprodukcyjny (0–17 lat)    | 321    | 21,65  | 159     | 10,72   | 162       | 10,92     |
| Wiek produkcyjny (18–65 lat)        | 940    | 63,39  | 450     | 30,34   | 490       | 33,04     |
| Wiek poprodukcyjny (powyżej 65 lat) | 222    | 14,97  | 121     | 8,16    | 101       | 6,81      |

## Polityka
Wójtem gminy jest Thomas Hümbs z FW, rada gminy składa się z 12 osób.
|      | CSU | FW | WGJB | Razem |
| 2008 | 5   | 5  | 2    | 12    |
| 2002 | 6   | 6  | -    | 12    |